# Stray Cats
Stray Cats — американская рок-группа из Массапекуа, штат Нью-Йорк, которую гитарист и певец Брайан Сетцер образовал в 1979 году со школьными друзьями — Ли Рокером и Слимом Джимом Фэнтомом. Группа стала лидером рокабилли новой волны и в начале 80-х годов неоднократно входила в американский и британский хит-парады синглов («Runaway Boys» — #9 UK, «Rock This Town» — #9 US, #9 UK, «Stray Cat Strut» — #3 US, #11 UK).

## История
Группу создали Брайан Сетцер (гитара) и его школьные друзья — Ли Рокер (контрабас) и Слим Джим Фантом (ударные). В конце 1970-х группа прибыла в Британию в надежде, что обратят внимание на американцев, играющих рокабилли. Там группа вела такой образ жизни, что вскоре была переименована из Tomcats в Stray Cats. Несмотря на поиск контактов в шоу-бизнесе и талант музыкантов, на группу не обращали внимания. Когда же, отчаявшись, группа готовилась покинуть Британию, на неё вышел продюсер — Дэйв Эдмундс. У него давно была идея спродюсировать группу, работавшую в жанре рокабилли.

Эдмундс был поражён гитарной техникой Сетцера и решил заняться группой. После небольшого подготовительного периода в начале 1980, был издан первый альбом, ставший очень популярным в Европе.

## Дискография

### Альбомы
| Год  | Альбом                           | US  | US$ | UK | Сертификат      | Лейбл     |
| ---- | -------------------------------- | --- | --- | -- | --------------- | --------- |
| 1981 | Stray Cats                       | —   | —   | 6  | BPI Золотой     | Arista    |
| 1981 | Gonna Ball                       | —   | —   | 48 | BPI Серебряный  | Arista    |
| 1982 | Built For Speed                  | 2   | 1   | —  | RIAA Платиновый | EMI       |
| 1983 | Rant N' Rave with the Stray Cats | 14  | 13  | 51 | RIAA Золотой    | EMI       |
| 1986 | Rock Therapy                     | 122 | —   | —  | —               | EMI       |
| 1989 | Blast Off!                       | 111 | —   | 58 | —               | EMI       |
| 1990 | Let’s Go Faster!                 | —   | —   | —  | —               | EMI       |
| 1992 | Choo Choo Hot Fish               | —   | —   | —  | —               | JRS       |
| 1993 | Original Cool                    | —   | —   | —  | —               | Essential |
| 2004 | Rumble In Brixton                | —   | —   | —  | —               | Surfdog   |
| 2019 | 40                               | —   | —   | —  | —               | Surfdog   |

### Синглы
| Год  | Сторона А / Сторона Б                                                                                                   | US | UK |
| ---- | --- | -- | -- |
| 1980 | Runaway Boys / My One Desire                                                                                            | —  | 9  |
| 1981 | Rock This Town / You Can't Hurry Love                                                                                   | 9  | 9  |
| 1981 | Stray Cat Strut / You Don't Believe Me (US), Drink That Bottle Down (UK), What's Goin' Down (Cross That Bridge) (Japan) | 3  | 11 |
| 1981 | The Race Is On / ? | —  | 34 |
| 1981 | You Don’t Believe Me / ?                                                                                                | —  | 57 |
| 1981 | Ubangi Stomp / ? | —  | —  |
| 1983 | (She’s) Sexy And 17 / Looking Better Every Beer                                                                         | 5  | 29 |
| 1983 | I Won’t Stand In Your Way / ?                                                                                           | 35 | —  |
| 1989 | Bring It Back Again / ?                                                                                                 | —  | 64 |